# Shāhgarh
Shāhgarh är en ort i Indien.   Den ligger i distriktet Sāgar och delstaten Madhya Pradesh, i den centrala delen av landet, 500 km söder om huvudstaden New Delhi. Shāhgarh ligger 389 meter över havet och antalet invånare är 14 830.
Terrängen runt Shāhgarh är platt. Runt Shāhgarh är det ganska tätbefolkat, med 104 invånare per kvadratkilometer. Shāhgarh är det största samhället i trakten. I omgivningarna runt Shāhgarh växer huvudsakligen savannskog.